# Кервег (стадіон)
«Кервег» або «Кервегштадіон»(нім. «Kehrwegstadion») — багатофункціональний стадіон у місті Ейпен, Бельгія, домашня арена ФК «Ейпен».
Стадіон відкритий 1947 року. У 1969, 1974, 1993–1994, 2010 роках реконструйовувався та розширювався. Після реконструкції 2010 року був приведений до вимог Ліги Жупіле та УЄФА. Зокрема, було встановлено природний газон зі системою підігріву, нову систему освітлення, місця на чотирьох трибунах поділено на категорії, впорядковано підтрибунні приміщення. Місткість стадіону збільшена до 8 363 глядачів.